# محمد بن سوقات
محمد بن أحمد بن سوقات الفلاسي (1928 - 2006) شاعر من دبي قبيلة «آل بوفلاسة». 
ولد محمد بن أحمد بن سوقات، وهو من قبيلة «آل بوفلاسة» في دبي عام 1928، كان والده الشيخ احمد بن سوقات واحداً من علماءِ الدين في الإمارات.    
تميز الشاعر محمد بن سوقات بغزارة انتاجه في الشعر النبطي الغزلي تحديداً، إضافة إلى الأغراض الشعرية الأخرى كالمساجلات والردود الشعرية.، ومن أشعاره الغزلية التي غناها علي بن روغة ويقول فيها:
أشهر ديوان له بعنوان (تصاويب الهوى). 

## وفاته
توفي محمد أحمد بن سوقات عن عمر يناهز الـ 76 عاماً, مخلفاً للإرث الشعبي القليل مما ذكر في ديوانه، والكثير من حفظ في صدور الأصدقاء والمقربين. 